# Coupe Challenge masculine de handball 2016-2017
Navigation
Coupe Challenge 2015-2016 Coupe Challenge 2017-2018
La Coupe Challenge masculine de handball 2016-2017 est la 24e édition de la Coupe Challenge, troisième compétition dans la hiérarchie des compétitions européennes masculines. Le Sporting Clube de Portugal succède à un autre club portugais — ABC Braga/UMinho — et remporte ainsi sa deuxième Coupe Challenge.

## Participants
| Tour préliminaire | Tour préliminaire | Tour préliminaire | Tour préliminaire | Tour préliminaire | Tour préliminaire | Tour préliminaire | Tour préliminaire | Tour préliminaire | Tour préliminaire | Tour préliminaire | Tour préliminaire | Tour préliminaire | Tour préliminaire | Tour préliminaire | Tour préliminaire |
| --- | --- | --- | --- | --- | --- | --- | --- | --- | --- | --- | --- | --- | --- | --- | --- |
| - HC Visé BM : 5e du Championnat de Belgique - RK Vogošća : 2e du Championnat de Bosnie-Herzégovine - HK Lokomotiv Varna : 2e du Championnat de Bulgarie - Dobroudja Dobritch : 3e du Championnat de Bulgarie - ASS Spes : ? - Cambridge HC : 3e du Championnat de Grande-Bretagne - IEK Xini Dikeas : 4e du Championnat de Grèce - AC Doukas : Finaliste de la Coupe de Grèce - Valur Reykjavík : Vainqueur de la Coupe d'Islande - ASD Romagna : 1/2 finaliste des Play-offs du Championnat d'Italie - Ramat Ha-Sharon HC : ? - Hapoel Ashdod : ? - KH Kastrioti : ? - HC Klaipėda Dragūnas : 2e du Championnat de Lituanie - HB Esch : 3e du Championnat du Luxembourg - HB Dudelange : 4e du Championnat du Luxembourg | - HC Visé BM : 5e du Championnat de Belgique - RK Vogošća : 2e du Championnat de Bosnie-Herzégovine - HK Lokomotiv Varna : 2e du Championnat de Bulgarie - Dobroudja Dobritch : 3e du Championnat de Bulgarie - ASS Spes : ? - Cambridge HC : 3e du Championnat de Grande-Bretagne - IEK Xini Dikeas : 4e du Championnat de Grèce - AC Doukas : Finaliste de la Coupe de Grèce - Valur Reykjavík : Vainqueur de la Coupe d'Islande - ASD Romagna : 1/2 finaliste des Play-offs du Championnat d'Italie - Ramat Ha-Sharon HC : ? - Hapoel Ashdod : ? - KH Kastrioti : ? - HC Klaipėda Dragūnas : 2e du Championnat de Lituanie - HB Esch : 3e du Championnat du Luxembourg - HB Dudelange : 4e du Championnat du Luxembourg | - HC Visé BM : 5e du Championnat de Belgique - RK Vogošća : 2e du Championnat de Bosnie-Herzégovine - HK Lokomotiv Varna : 2e du Championnat de Bulgarie - Dobroudja Dobritch : 3e du Championnat de Bulgarie - ASS Spes : ? - Cambridge HC : 3e du Championnat de Grande-Bretagne - IEK Xini Dikeas : 4e du Championnat de Grèce - AC Doukas : Finaliste de la Coupe de Grèce - Valur Reykjavík : Vainqueur de la Coupe d'Islande - ASD Romagna : 1/2 finaliste des Play-offs du Championnat d'Italie - Ramat Ha-Sharon HC : ? - Hapoel Ashdod : ? - KH Kastrioti : ? - HC Klaipėda Dragūnas : 2e du Championnat de Lituanie - HB Esch : 3e du Championnat du Luxembourg - HB Dudelange : 4e du Championnat du Luxembourg | - HC Visé BM : 5e du Championnat de Belgique - RK Vogošća : 2e du Championnat de Bosnie-Herzégovine - HK Lokomotiv Varna : 2e du Championnat de Bulgarie - Dobroudja Dobritch : 3e du Championnat de Bulgarie - ASS Spes : ? - Cambridge HC : 3e du Championnat de Grande-Bretagne - IEK Xini Dikeas : 4e du Championnat de Grèce - AC Doukas : Finaliste de la Coupe de Grèce - Valur Reykjavík : Vainqueur de la Coupe d'Islande - ASD Romagna : 1/2 finaliste des Play-offs du Championnat d'Italie - Ramat Ha-Sharon HC : ? - Hapoel Ashdod : ? - KH Kastrioti : ? - HC Klaipėda Dragūnas : 2e du Championnat de Lituanie - HB Esch : 3e du Championnat du Luxembourg - HB Dudelange : 4e du Championnat du Luxembourg | - HC Visé BM : 5e du Championnat de Belgique - RK Vogošća : 2e du Championnat de Bosnie-Herzégovine - HK Lokomotiv Varna : 2e du Championnat de Bulgarie - Dobroudja Dobritch : 3e du Championnat de Bulgarie - ASS Spes : ? - Cambridge HC : 3e du Championnat de Grande-Bretagne - IEK Xini Dikeas : 4e du Championnat de Grèce - AC Doukas : Finaliste de la Coupe de Grèce - Valur Reykjavík : Vainqueur de la Coupe d'Islande - ASD Romagna : 1/2 finaliste des Play-offs du Championnat d'Italie - Ramat Ha-Sharon HC : ? - Hapoel Ashdod : ? - KH Kastrioti : ? - HC Klaipėda Dragūnas : 2e du Championnat de Lituanie - HB Esch : 3e du Championnat du Luxembourg - HB Dudelange : 4e du Championnat du Luxembourg | - HC Visé BM : 5e du Championnat de Belgique - RK Vogošća : 2e du Championnat de Bosnie-Herzégovine - HK Lokomotiv Varna : 2e du Championnat de Bulgarie - Dobroudja Dobritch : 3e du Championnat de Bulgarie - ASS Spes : ? - Cambridge HC : 3e du Championnat de Grande-Bretagne - IEK Xini Dikeas : 4e du Championnat de Grèce - AC Doukas : Finaliste de la Coupe de Grèce - Valur Reykjavík : Vainqueur de la Coupe d'Islande - ASD Romagna : 1/2 finaliste des Play-offs du Championnat d'Italie - Ramat Ha-Sharon HC : ? - Hapoel Ashdod : ? - KH Kastrioti : ? - HC Klaipėda Dragūnas : 2e du Championnat de Lituanie - HB Esch : 3e du Championnat du Luxembourg - HB Dudelange : 4e du Championnat du Luxembourg | - HC Visé BM : 5e du Championnat de Belgique - RK Vogošća : 2e du Championnat de Bosnie-Herzégovine - HK Lokomotiv Varna : 2e du Championnat de Bulgarie - Dobroudja Dobritch : 3e du Championnat de Bulgarie - ASS Spes : ? - Cambridge HC : 3e du Championnat de Grande-Bretagne - IEK Xini Dikeas : 4e du Championnat de Grèce - AC Doukas : Finaliste de la Coupe de Grèce - Valur Reykjavík : Vainqueur de la Coupe d'Islande - ASD Romagna : 1/2 finaliste des Play-offs du Championnat d'Italie - Ramat Ha-Sharon HC : ? - Hapoel Ashdod : ? - KH Kastrioti : ? - HC Klaipėda Dragūnas : 2e du Championnat de Lituanie - HB Esch : 3e du Championnat du Luxembourg - HB Dudelange : 4e du Championnat du Luxembourg | - HC Visé BM : 5e du Championnat de Belgique - RK Vogošća : 2e du Championnat de Bosnie-Herzégovine - HK Lokomotiv Varna : 2e du Championnat de Bulgarie - Dobroudja Dobritch : 3e du Championnat de Bulgarie - ASS Spes : ? - Cambridge HC : 3e du Championnat de Grande-Bretagne - IEK Xini Dikeas : 4e du Championnat de Grèce - AC Doukas : Finaliste de la Coupe de Grèce - Valur Reykjavík : Vainqueur de la Coupe d'Islande - ASD Romagna : 1/2 finaliste des Play-offs du Championnat d'Italie - Ramat Ha-Sharon HC : ? - Hapoel Ashdod : ? - KH Kastrioti : ? - HC Klaipėda Dragūnas : 2e du Championnat de Lituanie - HB Esch : 3e du Championnat du Luxembourg - HB Dudelange : 4e du Championnat du Luxembourg | - RK Pelister Bitola : ? - PGU-Kartina TV Tiraspol : ? - Riviera-SSSH-2 : ? - RK Partizan Tivat : 3e du Championnat du Monténégro - Haslum HK : 2e du Championnat du Norvège - JMS Hurry-Up Zwartemeer : 3e du Championnat des Pays-Bas - Sporting CP : Finaliste de la Coupe du Portugal - AHC Potaissa Turda : 4e du Championnat de Roumanie - RK Partizan Belgrade : 3e du Championnat de Serbie - RK Sloga Pozega : 5e du Championnat de Serbie - HC MŠK Považská Bystrica : Finaliste de la Coupe de Slovaquie - HK Slovan Duslo Šaľa : 3e du Championnat de Slovaquie - TSV St. Otmar Saint-Gall : Finaliste de la Coupe de Suisse - Göztepe SK : Finaliste de la Coupe de Turquie - Amasya Tasova SK : 1/2 finaliste des Play-offs du Championnat de Turquie - HC ZNTU-ZAB Zaporijjia (en) : 4e du Championnat d'Ukraine | - RK Pelister Bitola : ? - PGU-Kartina TV Tiraspol : ? - Riviera-SSSH-2 : ? - RK Partizan Tivat : 3e du Championnat du Monténégro - Haslum HK : 2e du Championnat du Norvège - JMS Hurry-Up Zwartemeer : 3e du Championnat des Pays-Bas - Sporting CP : Finaliste de la Coupe du Portugal - AHC Potaissa Turda : 4e du Championnat de Roumanie - RK Partizan Belgrade : 3e du Championnat de Serbie - RK Sloga Pozega : 5e du Championnat de Serbie - HC MŠK Považská Bystrica : Finaliste de la Coupe de Slovaquie - HK Slovan Duslo Šaľa : 3e du Championnat de Slovaquie - TSV St. Otmar Saint-Gall : Finaliste de la Coupe de Suisse - Göztepe SK : Finaliste de la Coupe de Turquie - Amasya Tasova SK : 1/2 finaliste des Play-offs du Championnat de Turquie - HC ZNTU-ZAB Zaporijjia (en) : 4e du Championnat d'Ukraine | - RK Pelister Bitola : ? - PGU-Kartina TV Tiraspol : ? - Riviera-SSSH-2 : ? - RK Partizan Tivat : 3e du Championnat du Monténégro - Haslum HK : 2e du Championnat du Norvège - JMS Hurry-Up Zwartemeer : 3e du Championnat des Pays-Bas - Sporting CP : Finaliste de la Coupe du Portugal - AHC Potaissa Turda : 4e du Championnat de Roumanie - RK Partizan Belgrade : 3e du Championnat de Serbie - RK Sloga Pozega : 5e du Championnat de Serbie - HC MŠK Považská Bystrica : Finaliste de la Coupe de Slovaquie - HK Slovan Duslo Šaľa : 3e du Championnat de Slovaquie - TSV St. Otmar Saint-Gall : Finaliste de la Coupe de Suisse - Göztepe SK : Finaliste de la Coupe de Turquie - Amasya Tasova SK : 1/2 finaliste des Play-offs du Championnat de Turquie - HC ZNTU-ZAB Zaporijjia (en) : 4e du Championnat d'Ukraine | - RK Pelister Bitola : ? - PGU-Kartina TV Tiraspol : ? - Riviera-SSSH-2 : ? - RK Partizan Tivat : 3e du Championnat du Monténégro - Haslum HK : 2e du Championnat du Norvège - JMS Hurry-Up Zwartemeer : 3e du Championnat des Pays-Bas - Sporting CP : Finaliste de la Coupe du Portugal - AHC Potaissa Turda : 4e du Championnat de Roumanie - RK Partizan Belgrade : 3e du Championnat de Serbie - RK Sloga Pozega : 5e du Championnat de Serbie - HC MŠK Považská Bystrica : Finaliste de la Coupe de Slovaquie - HK Slovan Duslo Šaľa : 3e du Championnat de Slovaquie - TSV St. Otmar Saint-Gall : Finaliste de la Coupe de Suisse - Göztepe SK : Finaliste de la Coupe de Turquie - Amasya Tasova SK : 1/2 finaliste des Play-offs du Championnat de Turquie - HC ZNTU-ZAB Zaporijjia (en) : 4e du Championnat d'Ukraine | - RK Pelister Bitola : ? - PGU-Kartina TV Tiraspol : ? - Riviera-SSSH-2 : ? - RK Partizan Tivat : 3e du Championnat du Monténégro - Haslum HK : 2e du Championnat du Norvège - JMS Hurry-Up Zwartemeer : 3e du Championnat des Pays-Bas - Sporting CP : Finaliste de la Coupe du Portugal - AHC Potaissa Turda : 4e du Championnat de Roumanie - RK Partizan Belgrade : 3e du Championnat de Serbie - RK Sloga Pozega : 5e du Championnat de Serbie - HC MŠK Považská Bystrica : Finaliste de la Coupe de Slovaquie - HK Slovan Duslo Šaľa : 3e du Championnat de Slovaquie - TSV St. Otmar Saint-Gall : Finaliste de la Coupe de Suisse - Göztepe SK : Finaliste de la Coupe de Turquie - Amasya Tasova SK : 1/2 finaliste des Play-offs du Championnat de Turquie - HC ZNTU-ZAB Zaporijjia (en) : 4e du Championnat d'Ukraine | - RK Pelister Bitola : ? - PGU-Kartina TV Tiraspol : ? - Riviera-SSSH-2 : ? - RK Partizan Tivat : 3e du Championnat du Monténégro - Haslum HK : 2e du Championnat du Norvège - JMS Hurry-Up Zwartemeer : 3e du Championnat des Pays-Bas - Sporting CP : Finaliste de la Coupe du Portugal - AHC Potaissa Turda : 4e du Championnat de Roumanie - RK Partizan Belgrade : 3e du Championnat de Serbie - RK Sloga Pozega : 5e du Championnat de Serbie - HC MŠK Považská Bystrica : Finaliste de la Coupe de Slovaquie - HK Slovan Duslo Šaľa : 3e du Championnat de Slovaquie - TSV St. Otmar Saint-Gall : Finaliste de la Coupe de Suisse - Göztepe SK : Finaliste de la Coupe de Turquie - Amasya Tasova SK : 1/2 finaliste des Play-offs du Championnat de Turquie - HC ZNTU-ZAB Zaporijjia (en) : 4e du Championnat d'Ukraine | - RK Pelister Bitola : ? - PGU-Kartina TV Tiraspol : ? - Riviera-SSSH-2 : ? - RK Partizan Tivat : 3e du Championnat du Monténégro - Haslum HK : 2e du Championnat du Norvège - JMS Hurry-Up Zwartemeer : 3e du Championnat des Pays-Bas - Sporting CP : Finaliste de la Coupe du Portugal - AHC Potaissa Turda : 4e du Championnat de Roumanie - RK Partizan Belgrade : 3e du Championnat de Serbie - RK Sloga Pozega : 5e du Championnat de Serbie - HC MŠK Považská Bystrica : Finaliste de la Coupe de Slovaquie - HK Slovan Duslo Šaľa : 3e du Championnat de Slovaquie - TSV St. Otmar Saint-Gall : Finaliste de la Coupe de Suisse - Göztepe SK : Finaliste de la Coupe de Turquie - Amasya Tasova SK : 1/2 finaliste des Play-offs du Championnat de Turquie - HC ZNTU-ZAB Zaporijjia (en) : 4e du Championnat d'Ukraine | - RK Pelister Bitola : ? - PGU-Kartina TV Tiraspol : ? - Riviera-SSSH-2 : ? - RK Partizan Tivat : 3e du Championnat du Monténégro - Haslum HK : 2e du Championnat du Norvège - JMS Hurry-Up Zwartemeer : 3e du Championnat des Pays-Bas - Sporting CP : Finaliste de la Coupe du Portugal - AHC Potaissa Turda : 4e du Championnat de Roumanie - RK Partizan Belgrade : 3e du Championnat de Serbie - RK Sloga Pozega : 5e du Championnat de Serbie - HC MŠK Považská Bystrica : Finaliste de la Coupe de Slovaquie - HK Slovan Duslo Šaľa : 3e du Championnat de Slovaquie - TSV St. Otmar Saint-Gall : Finaliste de la Coupe de Suisse - Göztepe SK : Finaliste de la Coupe de Turquie - Amasya Tasova SK : 1/2 finaliste des Play-offs du Championnat de Turquie - HC ZNTU-ZAB Zaporijjia (en) : 4e du Championnat d'Ukraine |

## Phase de qualification

### Tour préliminaire
| Date Aller       | Club                    | Aller | Total | Retour | Club                        | Date Retour      |
| ---------------- | ----------------------- | ----- | ----- | ------ | --------------------------- | ---------------- |
| 19 novembre 2016 | Sporting CP             | 32-25 | 69-49 | 37-24  | ASD Romagna                 | 20 novembre 2016 |
| 26 novembre 2016 | AHC Potaissa Turda      | 32-23 | 69-49 | 43-19  | Dobroudja Dobritch          | 27 novembre 2016 |
| 19 novembre 2016 | HB Dudelange            | 23-28 | 56-55 | 33-27  | Hapoel Ashdod               | 20 novembre 2016 |
| 19 novembre 2016 | RK Sloga Pozega         | 26-21 | 50-47 | 24-26  | HC Visé BM                  | 27 novembre 2016 |
| 20 novembre 2016 | PGU-Kartina TV Tiraspol | 23-27 | 51-58 | 28-31  | HC ZNTU-ZAB Zaporijjia (en) | 21 novembre 2016 |
| 26 novembre 2016 | Ramat Ha-Sharon HC      | 21-29 | 39-54 | 18-25  | HB Esch                     | 27 novembre 2016 |
| 18 novembre 2016 | RK Partizan Tivat       | 27-21 | 49-43 | 22-22  | ASS Spes                    | 19 novembre 2016 |
| 19 novembre 2016 | RK Partizan Belgrade    | 23-31 | 52-59 | 29-28  | HC MŠK Považská Bystrica    | 26 novembre 2016 |
| 19 novembre 2016 | Valur Reykjavík         | 31-24 | 56-49 | 25-25  | Haslum HK                   | 26 novembre 2016 |
| 19 novembre 2016 | IEK Xini Dikeas         | 27-21 | 43-45 | 16-24  | AC Doukas                   | 26 novembre 2016 |
| 18 novembre 2016 | KH Kastrioti            | 29-31 | 51-60 | 22-29  | HK Slovan Duslo Šaľa        | 19 novembre 2016 |
| 20 novembre 2016 | Göztepe SK              | 22-20 | 47-48 | 25-28  | JMS Hurry-Up Zwartemeer     | 26 novembre 2016 |
| 19 novembre 2016 | HC Klaipėda Dragūnas    | 28-35 | 52-63 | 24-28  | TSV St. Otmar Saint-Gall    | 27 novembre 2016 |
| 19 novembre 2016 | Amasya Tasova SK        | 32-29 | 65-56 | 33-27  | Riviera-SSSH-2              | 20 novembre 2016 |
| 19 novembre 2016 | Cambridge HC            | 22-36 | 47-76 | 25-40  | HK Lokomotiv Varna          | 20 novembre 2016 |
| 19 novembre 2016 | RK Pelister Bitola      | 21-23 | 49-48 | 28-25  | RK Vogošća                  | 26 novembre 2016 |

## Phase finale

### Huitième de finale
| Date Aller | Club                        | Aller | Total | Retour | Club                     | Date Retour |
| ---------- | --------------------------- | ----- | ----- | ------ | ------------------------ | ----------- |
| 24.02.2017 | Amasya Tasova SK            | 28-32 | 58-66 | 30-34  | AC Doukas                | 25.02.2017  |
| 18.02.2017 | Valur Reykjavík             | 21-21 | 45-45 | 24-24  | RK Partizan Tivat        | 19.02.2017  |
| 11.02.2017 | HB Esch                     | 27-31 | 56-59 | 29-28  | AHC Potaissa Turda       | 19.02.2017  |
| 18.02.2017 | HC ZNTU-ZAB Zaporijjia (en) | 27-32 | 54-57 | 27-25  | HB Dudelange             | 19.02.2017  |
| 18.02.2017 | HK Slovan Duslo Šaľa        | 30-27 | 57-55 | 27-28  | TSV St. Otmar Saint-Gall | 26.02.2017  |
| 18.02.2017 | RK Pelister Bitola          | 18-32 | 44-66 | 26-34  | Sporting CP              | 19.02.2017  |
| 18.02.2017 | HC MŠK Považská Bystrica    | 30-19 | 49-51 | 19-32  | JMS Hurry-Up Zwartemeer  | 26.02.2017  |
| 25.02.2017 | RK Sloga Pozega             | 35-22 | 58-44 | 23-22  | HK Lokomotiv Varna       | 26.02.2017  |

### Quarts de finale
| Date Aller | Club                    | Aller | Total | Retour | Club                 | Date Retour |
| ---------- | ----------------------- | ----- | ----- | ------ | -------------------- | ----------- |
| 25.03.2017 | RK Sloga Pozega         | 27-30 | 53-59 | 26-29  | Valur Reykjavík      | 01.04.2017  |
| 01.04.2017 | AHC Potaissa Turda      | 32-29 | 68-64 | 36-35  | HB Dudelange         | 02.04.2017  |
| 25.03.2017 | AC Doukas               | 23-35 | 48-62 | 25-27  | Sporting CP          | 26.03.2017  |
| 25.03.2017 | JMS Hurry-Up Zwartemeer | 28-24 | 66-56 | 38-32  | HK Slovan Duslo Šaľa | 01.04.2017  |

### Demi-finales
| Date Aller | Club                    | Aller | Total | Retour | Club               | Date Retour |
| ---------- | ----------------------- | ----- | ----- | ------ | ------------------ | ----------- |
| 22/04/2017 | Valur Reykjavík         | 30–22 | 53–54 | 23–32  | AHC Potaissa Turda | 30/04/2017  |
| 22/04/2017 | JMS Hurry-Up Zwartemeer | 27–32 | 41–69 | 14–37  | Sporting CP        | 29/04/2017  |

### Finale
| Date Aller | Club        | Aller | Total | Retour | Club               | Date Retour |
| ---------- | ----------- | ----- | ----- | ------ | ------------------ | ----------- |
| 21/05/2017 | Sporting CP | 37-28 | 67-52 | 30-24  | AHC Potaissa Turda | 27/05/2017  |

### Vainqueur
| Champion d'Europe - Coupe Challenge 2016-2017 Sporting Clube de Portugal 2e titre |